# 제시 카리어
제시 카리어(Jesse Carere, 1993년 6월 6일 ~ )는 캐나다의 배우, 영화배우, 텔레비전 배우이다.

## 방송
- 비트윈
- 파인딩 카터 시즌2
- 파인딩 카터
- Skins US

## 영화
- 비트윈 (2015년)
- 더 스탠포드 프리즌 엑스페리먼트 (2015년) - 폴 역
- 스킨스 (2011년)